# Ніаська мова
Ні́аська мова, або мова ні́ас (ніаськ. Li Niha, індонез. Bahasa Nias) — австронезійська мова, поширена в Індонезії, на острові Ніас (біля західних берегів Суматри) і розташованих поблизу островах Бату.
Загальне населення острова Ніас і островів Бату 1998 року становило 639 675 осіб.
Мова ніас володіє деякими рисами, що роблять її типово незвичною не тільки на тлі інших австронезійських мов, а й взагалі серед мов світу.

## Історія

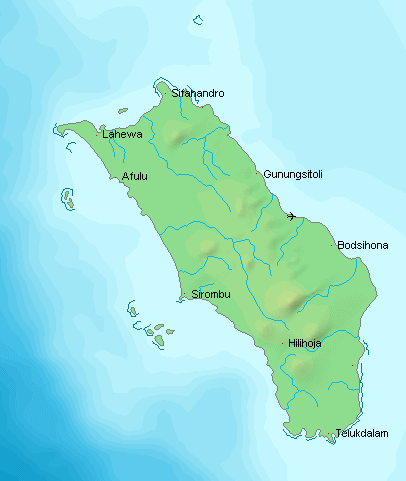
Мапа острова Ніас

Острів Ніас вже дуже давно був центром жвавої торгівлі, перебуваючи на перетині морських шляхів з Південної Азії в індонезійський архіпелаг і в Малакку: перші відомості про острів Niyan на захід від Суматри містяться у перського купця Сулеймана в 854 році. Першими із європейців на острів прийшли голландці; на короткий час він опинився в руках англійців, але потім знову відійшов Нідерландам. Голландська колоніальна адміністрація розгорнула на острові бурхливу місіонерську діяльність: в 1887 рік був виданий словник мови ніас, а два німецьких місіонери видали першу його граматику; пізніше описом ніаської мови займалися індонезійські вчені, а в останні роки велику роботу провела австралійська дослідниця Лі Браун.
Незважаючи на те, що ніаська мова безперечно є австронезійською, питання про історію її носіїв і самої мови дуже складне. Ніас — єдиний острів у цьому районі, де існує мегалітична культура; у матеріальній та духовній культурі ніасців багато рис, схожих на ті, що притаманні народам центральної частини архіпелагу — наприклад, острову Сулавесі. Бернд Нотхофер вказував і на особливу подібність ніаської мови з деякими мовами Сулавесі і півдня Філіппін і вважав, що на Ніасі зберігаються залишки мови доавстронезійського населення.
Наразі багато ніасців, особливо молодь, переходять на індонезійську мову, хоча загалом збереженість мови дуже задовільна; Однак ефект, який катастрофа 2004 року справила на мову ніас, досі оцінити неможливо.

## Діалекти
У ніаській мові виділяється три діалекти: північний (індонез. Nias Utara), поширений на півночі острова, у тому числі в районі найбільшого міста Гунунгсітолі; центральний та південний (Nias Selatan; південь острова й острови Бату).

## Лінгвістична характеристика

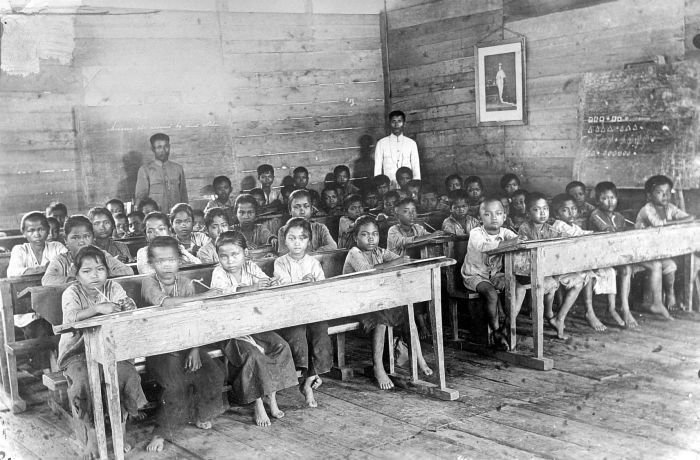
Народна школа на Ніасі. Перша третина XX ст.

Серед типологічно незвичайних рис ніаської мови можна назвати такі: двовідмінкова система, в якій маркованим є не ергатив, а абсолютив; узгодження дієслова з ергативним аргументом, але не з абсолютивним (зазвичай наявність першого передбачає і наявність другого); наявність губно-губного дрижачого [ʙ]; використання чергування початкових приголосних (подібного існуючому в кельтських мовах) для вираження відмінкового значення; порядок слів VOS.
Інші риси, навпаки, є цілком звичайними для австронезійської сім'ї: вираз різних дієслівних значень за допомогою носового префіксу; використання редуплікації для вираження різних аспектуальних значень; наявність «прекатегоріальних коренів» (термі В. Фолі), тобто таких коренів, які можуть утворювати слова будь-яких частин мови; відсутність прикметника як особливої морфологічної категорії (означення виражаються за допомогою відносних речень).